# 1520

## أحداث
- تأسيس مدينة كواتزاكوالكوس وتقع حاليا في المكسيك.
- تأسيس مدينة ديلي وتقع حاليا في تيمور الشرقية.
- تأسيس مدينة أكابولكو وتقع حاليا في المكسيك.
- 22 سبتمبر - اعتلاء السلطان العثماني سليمان القانوني عرش الإمبراطورية العثمانية خلفا لأبيه السلطان سليم الأول.

## مواليد
- ابن أمية قالد أندلسي قاد ثورة مسلمي الاندلس ضد الملك فيليب الثاني
- تيودوسيو الأول دوق براغانزا
- دييغو فرنانديز مستكشف إسباني
- زغمونت الثاني أوغست
- سنان باشا صدر أعظم عثماني
- غاسبار بيسيرا فنان إسباني
- فرنسيسكو باريتو مستكشف برتغالي

## وفيات
- إبراهيم الأنطاكي
- بيدرو ألفاريز كابرال
- 6 أبريل - رفائيل، رسام ومهندس إيطالي (ولد عام 1483)
- سليم الأول
- مارتن فالدسميلر
- ابن العليف المكي